# Ольгин монастырь
Ольгинский женский монастырь — православный монастырь в деревне Волговерховье Тверской области. Освящён во имя святой равноапостольной великой княгини Ольги.

## История
В 1649 году по указу царя Алексея Михайловича у истока Волги был устроен Волговерховский мужской монастырь Преображения Господня на горе Фавор. Однако в 1724 или 1727 году монастырь сгорел и не возобновлялся вплоть до конца XIX века. В 1897 году по инициативе архиепископа Тверского и Кашинского Димитрия и тверского губернатора князя Голицына начался сбор пожертвований на строительство новой церкви. 29 мая 1912 года произошло освящение кирпичного Спасо-Преображенского храма. Эта дата является и основанием Волговерховского женского монастыря Святой Равноапостольной Великой княгини Ольги.
В 1918 году монастырь был закрыт коммунистами. Монахини продолжали жить в обители, где сначала была создана монастырская трудовая коммуна, а в 1924 году — сельскохозяйственная артель. Но в конце 1924 года советские власти закрыли и её. Во время Великой Отечественной войны в храме располагалась конюшня.
28 декабря 1999 года Патриарх Московский и всея Руси Алексий II и Священный Синод, по прошению архиепископа Тверского и Кашинского Виктора, определил открыть у истока реки Волги женский монастырь. Кроме Спасо-Преображенского собора, сохранились деревянная Никольская церковь и памятник Николаю Чудотворцу. Над истоком Волги восстановлена часовня.